# Epimedium pudingense
Epimedium pudingense är en berberisväxtart som beskrevs av S.Z.He, Y.Y.Wang och B.L.Guo. Epimedium pudingense ingår i släktet sockblommor, och familjen berberisväxter. Inga underarter finns listade i Catalogue of Life.